# Военен телевизионен канал
Военният телевизионен канал (съкратено ВТК) стартира на 7 януари 2003 г.
Първоначално програмата се излъчва от Шумен и е с продължителност 4 часа дневно. От 1 март 2004 г. ВТК вече излъчва от София и е с 24-часова програма. На 25 май 2010 г. програмата променя логото и графичната си опаковка.
ВТК има в началото 27 собствени предавания. Тук работят известни журналисти, режисьори и репортери. Владислав Прелезов, Павел Донев, Митко Димитров, Мария Рачева, Цвета Кирилова, Спас Кьосев, Григорий Недялков са лица на телевизията. От собствените предавания успешни са заглавията „Снайпер“, „Мисиите“, „Шоуто на Мамалев“ с водещ Георги Мамалев, „Рок и хеви“ с Тома Спространов. Телевизията излъчва сутрешен блок, обедни новини, централни новини. Със собствена историческа рубрика е и режисьора Бойко Илиев. Приоритет са инициативите и развитието на Българската армия и политическото ръководство на Министерството на отбраната. Телевизията осъществява най-мащабната кампания по професионализацията на войската ни, отразява с горещи репортажи участието на българските военнослужещи в Ирак, Афганистан, Косово, Босна и Херцеговина. Репортерите Евелина Бранимирова и Деси Рангелова следят с камерите на Военния телевизионен канал живота и работата на професионалистите в армията ни. Няма поделение, където почерка на военните репортери да не оставя следа.
Към април 2013 г. единственото актуално предаване в ефира на медията е емисията новини. Останалата част от програмата е запълнена от документални и игрални филми и повторения на стари предавания.

## Предавания
- Цветно утро
- Кариера и бъдеще
- Перископ с Божидар Велчев
- Армиите на света
- Рок и хеви с Тома Спространов
- Полет над нощта
- Исторически графити с Силвия Робова
- Мисия Здраве с Мария Петкова
- Знаците с Ива Сапунджиева
- Свободно с Мамалев
- Шоуто на Мамалев
- Щрихи от миналото
- ВТК представя
- Войнишките паметници
- Войнишки разкази
- Военните репортери
- Войнишко око
- Военен календар
- На вахта
- Археосвят
- Снайпер
- Спорт плюс
- Социални профили
- Пресечна точка
- БГ пълководци
- Конфликтни зони
- Коментарно студио с Евгени Кръстев
- Курс по английски език
- Българските пълководци
- Разкази за оръжието
- Разкази за униформата
- Ордени и медали
- Лицата на българската армия
- Децата на българската армия
- Симеон Идакиев представя
- Българските бойни знамена и маршове
- Мисиите
- Мини мис и мини мистър
- Моят избор
- Европейска сигурност
- За сигурността и хората
- НАТО 2007
- Ние от ЕС
- Ние от разерва и запаса
- Ние от сухопътните войски
- Едни ден в...
- Паметта на филмовите ленти
- Лира и тръба
- Часът на историята
- Спортно ехо
- Съдби
- В небето и над него
- Военна публицистика
- Шпионката на Коко
- Новини в аванс
- На риба и лов
- Те промениха света